# Šturje
Šturje (in italiano tra le due guerre Sturie delle Fusine) è un quartiere della città slovena di Aidussina, un tempo costituiva un centro abitato autonomo che fu capoluogo comunale sino al 1928.

## Geografia
La località si trova nella riva sinistra del torrente Hubelj, corso d'acqua che fino alla fine della prima guerra mondiale fungeva da confine tra il Litorale austriaco e la Carniola.

## Storia
Durante il dominio asburgico Sturie fu comune autonomo del Ducato di Carniola (a sua volta compreso fino al 1849 nel Regno d'Illiria). Il comune comprendeva i villaggi di Kozmani (in tedesco Kosmani), Žapuže (o Zapuža, in tedesco Sapusche), Griče (in tedesco Gritsche) e Fužine (in tedesco Fuschine). La località era nota con i toponimi italiani di Sturie o Sturia e con i toponimi sloveni di Sturja, Šturije, o Šturje. Nella seconda metà del XIX secolo il comune si estese andando a inglobare anche il comune catastale di Kouk (Kovk). Dal punto di vista amministrativo era inquadrato nel distretto giudiziario di Vipacco (Vipava, Wippach) e in quello politico di Postumia (Postojna, Adelsberg).
Nell 1920 il comune venne annesso assieme al resto della regione al Regno d'Italia. Nel 1923 il comune venne rinominato Sturie delle Fusine e fu inquadrato nel Circondario di Gorizia della provincia del Friuli, salvo tornare quattro anni dopo nella ricostituita Provincia di Gorizia. La circoscrizione territoriale comunale rimase la medesima che in epoca asburgica, includendo le frazioni di Sapuse (Žapuže), col centro di Cosmani (Kožmani), e di Cucco (Kovk). Fu comune autonomo fino al 1928, quando fu soppresso e aggregato ad Aidussina.
Nel 1947, in seguito alla seconda guerra mondiale e ai Trattati di Parigi, la località passò alla Jugoslavia. Nel secondo dopoguerra la località entrò a far parte del comune di Aidussina. Dal 1991 fa parte della Slovenia.

## Monumenti e luoghi d'interesse
Il suo nucleo storico è costituito da caratteristiche viuzze, dette «gase» (dal. tedesco Gasse, ossia vicolo), che conducono alla piazza del paese nella quale la chiesa di San Giorgio (Sv. Jurij) custodisce una volta affrescata con scene della Via crucis, opera del pittore sloveno Tone Kralj. Negli anni Venti del secolo scorso vi visse e lavorò Milan Klemenčič, un burattinaio, che proprio nella sua casa fondò il primo teatro dei burattini nel territorio dell'odierna Slovenia. I suoi burattini erano marionette, la maggioranza delle quali si trova ora al Teatro delle marionette di Lubiana, dove alcuni anni fa hanno rappresentato di nuovo il Faust di Klemenčič.